# Bugatti Type 46
Bugatti Type 46 är en personbil, tillverkad av den franska biltillverkaren Bugatti mellan 1929 och 1936. Type 50 var en variant på samma chassi. 

## Type 46

### Type 46
Royale-modellen var alldeles för stor och dyr för att sälja i mer än några enstaka exemplar. Därför blev den ”lilla Royalen” Type 46 Bugattis bidrag till lyxbils-marknaden. Bilen hade, som övriga samtida Bugatti, en rak åtta med tre ventiler per cylinder och en överliggande kamaxel i ett fast monterat cylinderhuvud. Liksom Royale hade den transaxel.

### Type 46S
Type 46S hade överladdad motor, men effektökningen var bara 15%, så endast 19 kunder fann det vara värt prispåslaget.

### Motor
| Modell | Årsmodell | Motor                   | Cylindervolym | Effekt | Bränslesystem                |
| ------ | --------- | ----------------------- | ------------- | ------ | ---------------------------- |
| T46    | 1929-36   | 8-cyl radmotor SOHC 24v | 5359 cm³      | 140 hk | Dubbla förgasare             |
| T46S   | 1931-36   | 8-cyl radmotor SOHC 24v | 5359 cm³      | 160 hk | Dubbla förgasare, kompressor |

## Type 50

### Type 50
Type 50 var en sportversion av "Petite Royale". Bilen hade ett kortare chassi, men framför allt Bugattis modernare tvåventilsmotor med dubbla överliggande kamaxlar från tävlingsbilen Type 54.

### Type 50 Touring
Type 50 Touring hade det längre chassit från Type 46, kombinerat med den nya motorn. Kunderna fick dock klara sig utan kompressorn.

### Motor
| Modell | Årsmodell | Motor                   | Cylindervolym | Effekt | Bränslesystem                |
| ------ | --------- | ----------------------- | ------------- | ------ | ---------------------------- |
| T50T   | 1930-34   | 8-cyl radmotor DOHC 16v | 4972 cm³      | 200 hk | Dubbla förgasare             |
| T50    | 1930-34   | 8-cyl radmotor DOHC 16v | 4972 cm³      | 225 hk | Dubbla förgasare, kompressor |

- Wikimedia Commons har media som rör Bugatti Type 50.